# Droit des usagers
En droit de la santé et des services sociaux, le droit des usagers (ou les droits des usagers au Québec) concerne les règles destinées à assurer le respect des droits des personnes accueillies ou accompagnées dans un établissement de santé.

## Droit par pays

### Droit français
En droit français, le droit des usagers dans les établissements et services sociaux et médico-sociaux est l’ensemble des règles destinées à garantir le respect des droits de la personnalité aux personnes accueillies ou accompagnées dans un établissement médico-social ou un service social (ESSMS). Relevant à la fois du droit civil, du droit pénal et du droit des institutions sociales et médico-sociales, il repose sur la réception, dans une acception juridique, de la notion de dignité de la personne humaine et sur son application aux situations pratiques d’accueil et d’accompagnement.

### Droit québécois (Canada)
En droit québécois, la Loi sur les services de santé et les services sociaux (désormais remplacée par la Loi sur la gouvernance du système de santé et de services sociaux sauf pour les Inuits et les Naskapis) énonce douze droits des usagers ː 
- Le droit à l'information[2];
- Le droit aux services[3];
- Le droit de choisir son professionnel ou l'établissement[4];
- Le droit de recevoir les soins que requiert son état[5]
- Le droit de consentir à soins ou à les refuser[6]
- Le droit de participer aux décisions[7];
- Le droit d'être accompagné, assisté et représenté[8];
- Le droit à l'hébergement[9];
- Le droit de recevoir des services en anglais[10];
- Le droit d'accès à son dossier d'usager[11];
- Le droit à la confidentialité de son dossier d'usager[12];
- Le droit de porter plainte[13].

Les droits des usagers dans la nouvelle loi sont sensiblement les mêmes que dans l'ancienne.